# سامر كعبي
سامر كعبي لاعب كرة قدم سعودي ، يلعب مدافع.
لعب سابقاً في نادي الصقور ونادي الوطني.